# Novellpriset
Ej att förväxla med Sveriges Radios Novellpris.
Novellpriset var ett musikpris instiftat 2008 av Magasinet Novell. Priset tilldelades artister som främjar det goda berättandet i sina låttexter.
2008 gick Novellpriset till Annika Norlin och hennes låt "25 days". Priset delades ut den 9 december på Teater Scenario i Stockholm. Motiveringen löd: Novellpriset 2008 går till uppbrottets, det vardagliga äventyrets och den återhållna extasens textförfattare. I sin vinnarlåt frilägger hon avgrunden under vardagspratet – med universell giltighet, bitter insikt och språklig sinnrikhet.
2009 vanns priset oväntat av rapparen Alexis Weak, som med självsäker precision och en unik känsla för rytm, lekfullhet och historieberättande målar ögonblicksbilder av 00-talets klubbkultur enligt juryns motivering. Alexis Weak fick Novellpriset för sin låt "Inne på klubben". Priset delades ut den 10 december på Allmänna Galleriet i Stockholm.
2010 var det Johan Duncanson, sångare och låtskrivare i The Radio Dept, som tilldelades priset på Södra teatern i Stockholm. Han fick priset för låten "You Stopped Making Sense" med följande motivering: Årets Novellpristagare är en subtil kritiker av maktens eviga arrogans. Över tio år i lågmäld opposition har gjort honom till en mästare på de små ordens stora tyngd.

## Pristagare
- 2008 – Annika Norlin
- 2009 – Alexis Weak
- 2010 – Johan Duncanson